# Kelenföldi Goldberger SE
A Kelenföldi Goldberger SE egy megszűnt labdarúgócsapat, melynek székhelye Budapest XI. kerületében volt. A csapat egy alkalommal szerepelt az NB I-ben még az 1948-49-es idényben. 1996-ban a klub beolvadt a Kelenföldi TE csapatába.

## Névváltozások
- 1926–1928 Vespag
- 1928–1942 Goldberger Sport Egyesület
- 1942–1945 Bethlen Gábor SE
- 1945–1950 Goldberger Sport Egyesület
- 1950–1951 Kelenföldi Textil
- 1951–1956 Vörös Lobogó Keltex SK
- 1956–1968 Goldberger Sport Egyesület
- 1968–1988 Kelenföldi Textilgyár Sport Egyesület
- 1988–1996 Kelenföldi Goldberger SE

## Híres játékosok
* a félkövérrel írt játékosok a felnőtt válogatottba is bekerültek.
- Aspirány Gusztáv
- Berendy Pál
- Palotás János
- Rábay László
- Sipos Ferenc
- Sipos István

## Sikerek
NB I
- Résztvevő: 1948-49

NB II
- Bajnok: 1947-48, 1951

NB III
- Bajnok: 1940-41